# Founougo
Founougo är ett arrondissement i kommunen Banikoara i Benin. Den hade 30 527 invånare år 2002.